# Stade du 24-Septembre
Le stade national du 24-Septembre (en portugais : Estádio Nacional 24 de Setembro) est un stade de sport situé à Bissau. Construit en 1989 et d'une capacité de 20 000 places, il est le stade principal de la sélection nationale de football et de plusieurs clubs de la capitale.

## Histoire
Le stade est construit dans les années 1980 et ouvre en 1989. Il est nommé en hommage à la date de l'indépendance de la Guinée-Bissau, le 24 septembre 1973.
En 2012-2013, le stade bénéficie de deux ans de travaux de modernisation et de renovations avec un financement chinois, à la suite de dégâts subis lors d'une tentative de coup d'État.

## Usages
Le stade accueille les rencontres à domicile de la Sélection nationale de football. Il héberge également les rencontres de plusieurs clubs de la capitale, dont le Bissau Benfica, le Sporting Clube, l'UDIB et Portos Bissau. Il accueille également des compétitions d'athlétisme.
En dehors du sport, l'enceinte accueille des événements politiques, tels que les investitures des présidents Malam Bacai Sanhá en 2009 et José Mário Vaz en 2014.